# XLooking Forwardx
Die Band xLooking Forwardx (oft kurz XLFX) ist eine US-amerikanische Straight-Edge-Hardcore-Band, die in Bel Air (Maryland) gegründet wurde und zu Hause ist.

## Bandgeschichte
Die Band wurde von den Brüdern Justin und Josh zusammen mit deren Cousin Kevin Doherty und dem ehemaligen Bassisten Kevin O. noch mit dem Namen Homemade Football gegründet. Anfangs gingen die Texte der Band noch um triviale Sachen wie Football oder ihren Lieblingsasiaten. Nach einer Zeit jedoch beschloss die gläubige Band ernstere Texte zu schreiben. Heute drehen sich die Lieder vor allem um Freundschaft, Familie oder Straight Edge.

## Diskografie
Alben
- 2002: Ahoi Crew Members! (DFF Records)
- 2004: What This Means to Me (Blood & Ink Records)
- 2005: The Path We Tread (Facedown Records)